# 小行星1059
小行星1059（1059 Mussorgskia）是一颗围绕太阳公转的小行星。1925年7月19日，弗拉基米爾·阿爾比茨基在克里米亚发现了此天体。
該小行星以俄羅斯作曲家莫傑斯特·穆索斯基命名。
这颗小行星的绝对星等为10.94等。